# Oscar Auger
Pour les articles homonymes, voir Auger.
Oscar Auger, né le 14 août 1873 et mort le 19 avril 1942 à Québec, est un homme d'affaires et un homme politique québécois. Il est maire de Québec de 1928 à 1930.

## Biographie

### Formation et homme d'affaires
Il est le fils d'Alphonse Auger et de Belzémine Blouin.  Il fait des études chez les Frères des écoles chrétiennes à Québec.  Il épouse Maud Dancase.  Il est un homme d'affaires actif dans le commerce du bois.  Il est cofondateur de l'entreprise Auger et Rancour.

### Politique municipale
À l'élection municipale de Québec de 1924, il est élu échevin au siège numéro 2 du quartier Saint-Roch.  il est réélu à l'élection de 1926, cette fois sans opposition.
À l'élection de 1928, il est candidat à la mairie et l'emporte sur le maire sortant Télesphore Simard,,.
Au début de son administration, le conseil municipal adopte une réforme de la charte de la ville, ensuite adoptée par l'Assemblée législative du Québec.  Aussi pendant son administration, la ville crée une commission d'urbanisme et établit un fonds de pension pour ses employés.
Auger se représente comme maire à l'élection de 1930, mais il est défait par Henri Lavigueur, qui fait un retour à la mairie (Lavigueur avait déjà été maire de 1916 à 1920).  Auger se présente de nouveau à la mairie contre Lavigueur à l'élection de 1932 et Lavigueur est réélu.

## Commémoration
Une plaque commémorative en bronze rappelle son souvenir. Elle est apposée sur la façade de son ancienne résidence située au 330-332 rue du Parvis à Québec. 
J. Oscar Auger repose dans la partie est du cimetière Saint-Charles à Québec. Son monument funéraire est inventorié au Répertoire du patrimoine culturel du Québec. 